# 扎林盖
扎林盖（Zalingei或Zalinjay）是苏丹西部的一个城镇，它是中达尔富尔州的首府。它因当地的白奶酪“Gibna Bayda”而知名。2009年时，它有人口27258。